# أبل تي في +
آبل تي في + (بالإنجليزية: +Apple TV) هي خدمة البث الحي والفيديو حسب الطلب خالية من الاعلانات تتطلب اشتراكاً شهري خاصة بشركة أبل، تم إطلاقها أول مرة في 1 نوفمبر 2019. تم الإعلان عن ذلك خلال حدث أبل الخاص الذي أقيم في 25 مارس بمسرح ستيف جوبز،  حيث ظهر المشاهير على خشبة المسرح للإعلان عن مشاريع (Apple TV +) المشاركين بها، بما في ذلك جنيفر أنيستون وأوبرا وينفري وستيفن سبيلبرج وجايسون موموا.
يمكنك رؤية محتوى التي تقدمه (آبل تي في +) من خلال موقع الويب الخاص بشركة Apple أو من خلال تطبيق (Apple's TV)، الذي قامت في عام 2019 بتوسيعه ليشمل العديد من الأجهزة الإلكترونية، بما في ذلك أجهزة منافسة لأبل، مع مزيد من الخطط لتوسيع نطاق التوافر ليشمل المزيد من الأجهزة بمرور الوقت. ومع ذلك طورت أبل، التطبيق الأصلي خاص لويندوز ومنصات الأندرويد، و كذلك عرض محتواها على أجهزة التلفاز (أندرويد تي في) و أجهزة (Chromecast) وتاركين مستخدمي تلك الأجهزة للوصول إلى عروض آبل تي في +.

## روابط خارجية
- الموقع الرسمي